# Laccoptera confragosa
Laccoptera confragosa es una especie de insecto coleóptero de la familia Chrysomelidae.
Fue descrita científicamente en 1899 por Julius Weise .